# Pimpinela (álbum)
Pimpinela es el segundo álbum homónimo del dúo argentino Pimpinela publicado el 23 de septiembre de 1982 por la disquera de CBS Sony Music. El álbum contiene su primer y más exitoso éxito, "Olvídame y pega la vuelta", junto a otros de sus éxitos como "Dimelo Delante de Ella" y "Vivir Sin Ti No Puedo".
El álbum contiene 10 canciones, que se centran en música romántica (la mayoría baladas) y pop latino. También contiene un cover de la canción de Mocedades "Poxa".

## Lista de canciones
1. Olvidame y Pega la Vuelta 3:05 Joaquín Galán y Lucía Galán
2. Aquella Caricia de Otoño 3:56   Sergio.  Bardotti
3. Bofetada 3:27 Cristiano Malgioglio
4. Yo Que Vivi Amando 3:33 Joaquín Galán y Lucía Galán
5. Vivir Sin Ti No Puedo 3:22  Joaquín Galán y Lucía Galán
6. Porque No Puedo Ser Feliz 3:17 Joaquín Galán y Lucía Galán
7. Dímelo Delante de Ella 2:35 Joaquín Galán y Lucía Galán
8. Cuando Nos Llamen Abuelos 3:09 Joaquín Galán y Lucía Galán
9. En El Umbral de Mi Puerta 2:44 Joaquín Galán y Lucía Galán
10. Poxa 2:44 Gilson De Souza

- Datos: Q20829101